# Tellimya tenella
Tellimya tenella är en musselart som först beskrevs av Sven Lovén 1846.
Tellimya tenella ingår i släktet Tellimya, och familjen Montacutidae. Arten är reproducerande i Sverige.